# Burg Helfenstein (Lothringen)
Burg Helfenstein (französisch château du Helfenstein), vor 1928 auch Wachtfels genannt, ist die frei zugängliche Ruine einer mittelalterlichen Felsenburg im französischen Département Moselle (Grand Est) nahe der Grenze zum Département Bas-Rhin und zu Rheinland-Pfalz. 

## Lage
Die Burg Helfenstein befindet sich in etwa 350 Metern Höhe über NN am östlichen Ende eines Bergrückens, auf dessen Gipfel im Westen Burg Falkenstein liegt. Diese kann man von einem Parkplatz an der Forststraße Landersberg von Philippsburg nach Stürzelbronn (D 87a) erreichen. Kurz vor Erreichen der Burg Falkenstein folgt man an der 180 Grad-Rechtskurve links der Beschilderung zur Burg Helfenstein. Vom Parkplatz aus benötigt man etwa 20 Minuten, teils steil bergauf.

## Geschichte
1225 wird ein Ruodegerus de Helphenstein lacius genannt. Es ist aber nicht klar, ob dieser sich auf die Burg bezieht. Sicher ist, dass der Helfenstein zu Beginn des 14. Jahrhunderts den Herzögen von Lothringen gehörte. Diese gaben sie den Vögten von Wasselnheim zu Lehen. Wahrscheinlich wurde Helfenstein um 1435 in einer Fehde zerstört. Im Jahre 1938 wurden die Ruinen Helfensteins und Falkensteins von französischen Artilleristen genutzt.
Heute befindet sich die Burg in französischem Staatsbesitz.

## Burganlage
Der Komplex besteht aus einer Ober- und einer Unterburg, die deutlich unterscheidbar sind.
Das Tor des nordwestlich gelegenen Eingangs der Unterburg ist nicht mehr erhalten, man findet hier nur noch diverse Werksteine. Auch die Ringmauer des darauf folgenden breiten Hofes, der südlich von einer drei bis fünf Meter hohen Felswand begrenzt ist, ist nur spärlich erhalten. 
Im Osten des Hofes befindet sich ein zur Oberburg zugehöriger, etwa 15 Meter hoher kubischer Felsblock. Auf dessen Plattform liegt eine 3,50 × 4 Meter große Filterzisterne, die grubenartig in den Fels gehauen wurde und in deren Mitte sich ein 5,37 Meter tiefer Entnahmeschacht befindet.
Die Anlage wird an der Westseite von einem sechs Meter breiten und etwa fünf Meter tiefen Halsgraben mit senkrechten Wänden geschützt. Dieser wurde aus dem Fels gehauen. 
Der Zugang zum oberen Teil des Burgfelsens ist relativ gefährlich.